# Герб Заставны
Герб Заставны — один из официальных символов города Заставна, районного центра Черновицкой области Украины. Утвержден 18 июля 2001 года решением городского совета XXIII созыва.
Автор герба - Андрей Гречило.

## Описание

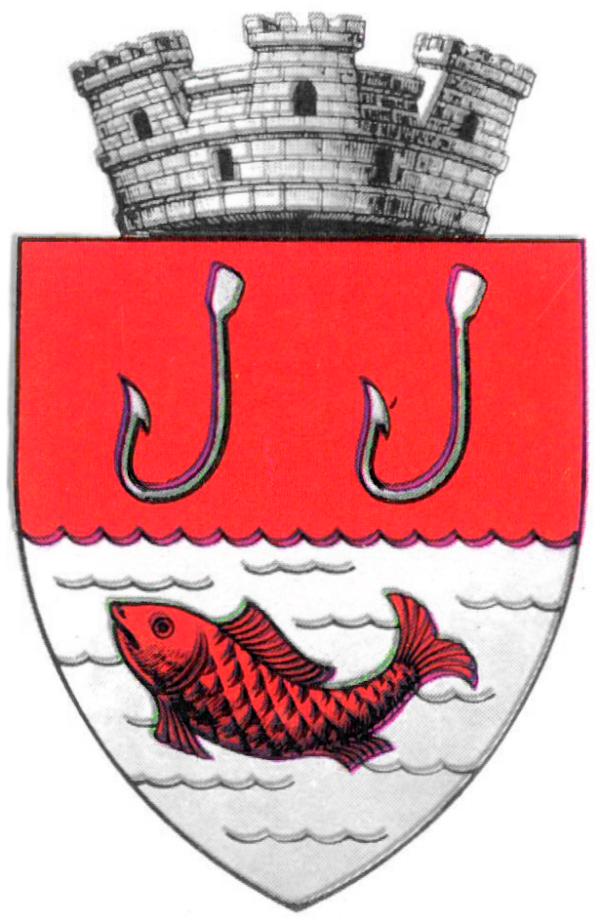
Герб 1934 года

В синем поле щита - тонкая балка, попеременно скошенная справа серебряными и красными брусками, вверху - золотая сова с развернутыми крыльями, внизу - три серебряных карпа, два выше один ниже. Щит обрамлен декоративным картушем и увенчан серебряной городской короной.
Бело-красная полоса олицетворяет балку на заставе и раскрывает одну из версий о происхождении названия поселения, возникшего у таможенной заставы. Сова указывает на древнюю реку Совку, вдоль берегов которой развивалась Заставна. Три карпа и синее поле характеризует большое количество прудов и рыболовные промыслы, которыми сейчас славится город.

## История
Герб Заставны румынского периода был утвержден в 1934 году. На щите изображены два серебряных рыболовных крючка в красном поле, внизу в серебряных волнах - красная рыба. Щит увенчан серебряной короной с тремя башенками.